# Неккаргерах
Неккаргерах (нім. Neckargerach) — громада в Німеччині, знаходиться в землі Баден-Вюртемберг. Підпорядковується адміністративному округу Карлсруе. Входить до складу району Неккар-Оденвальд.
Площа — 15,32 км2. Населення становить 2314 ос. (станом на 31 грудня 2020).